# Carnaval do Recife
O Carnaval do Recife, parte do Carnaval Recife–Olinda, diz respeito à festa de momo realizada na cidade do Recife, no estado brasileiro de Pernambuco. É um carnaval multifacetado, com formas diferentes de carnaval de rua, desfiles de agremiações carnavalescas e apresentações de cantores e conjuntos musicais em palanques específicos.
O Recife possui o maior bloco carnavalesco do mundo, o Galo da Madrugada, que se apresenta no sábado de carnaval, ou "Sábado de Zé Pereira".

## História

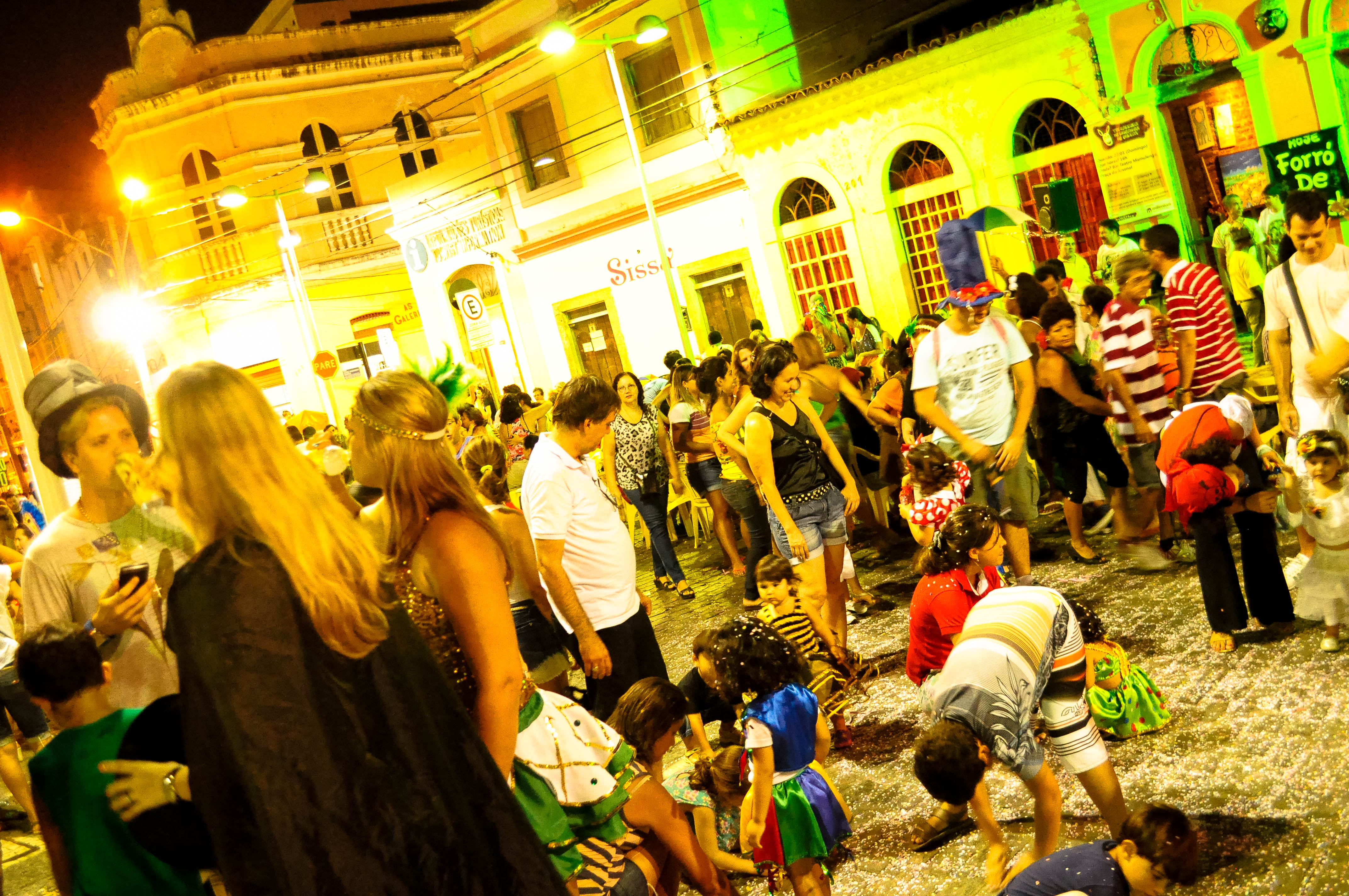
Prévias do Carnaval 2013.

No fim do Século XVII havia organizações, denominadas Companhias, que se reuniam para comemorar a Festa de Reis. Essas companhias eram constituídas em sua maioria de pessoas de raça negra, escravos ou não, que suspendiam seus trabalhos e comemoravam o dia dos Santos Reis.
No Século XVIII apareceu o Maracatu Nação, chamado Maracatu de baque virado, que encenava a coroação do Rei  Negro, o Rei do Congo. A coroação era realizada na Igreja de Nossa Senhora do Rosário (Igreja do Rosário dos Pretos).
Com a abolição da escravatura, começaram a aparecer agremiações carnavalescas baseadas nos maracatus e nos festejos dos Reis Magos.

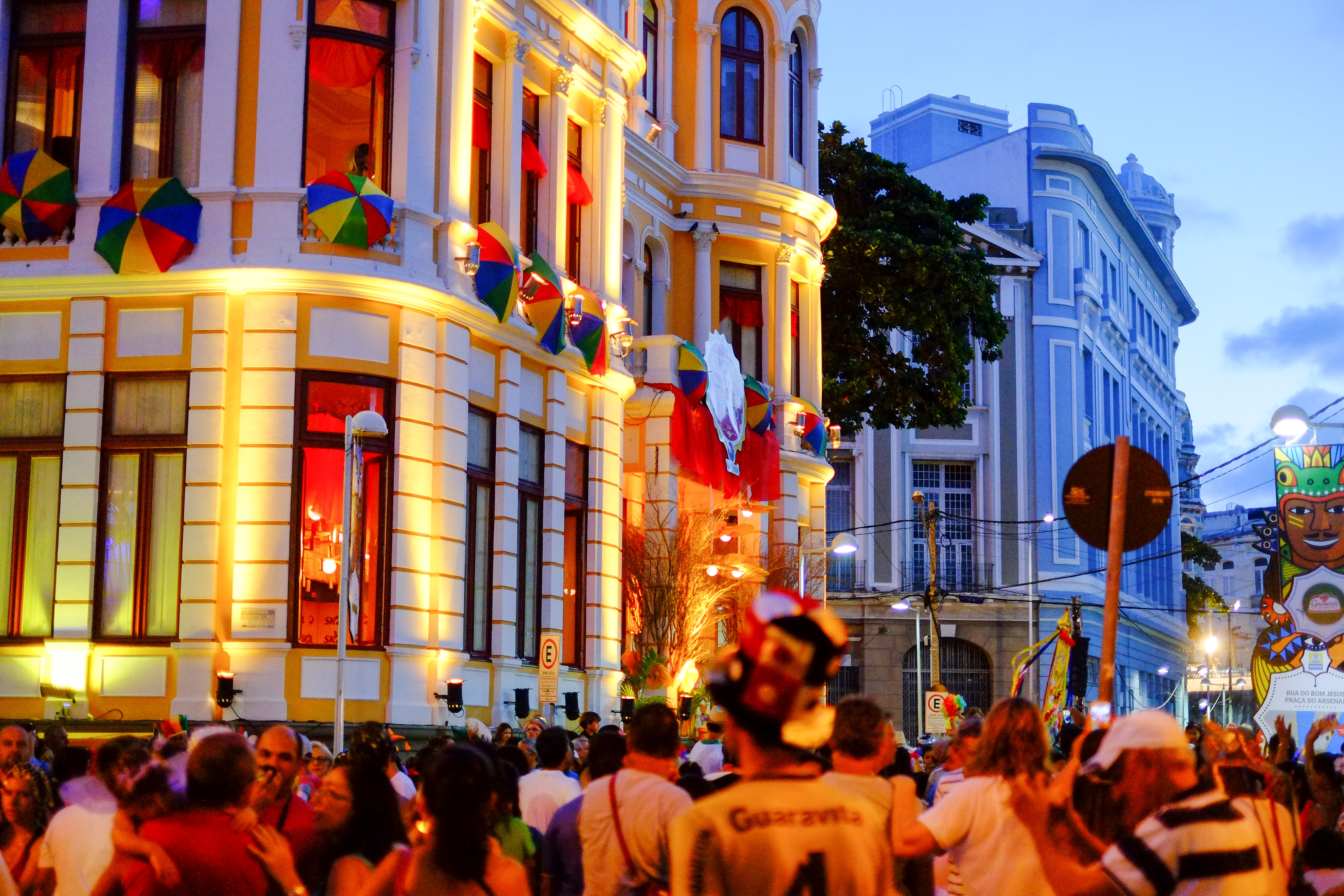
Foliões nas ruas do Recife Antigo no Carnaval 2014.

O primeiro clube carnavalesco de que se tem notícia foi o Clube dos Caiadores, criado por Antônio Valente. Os participantes do clube compareciam à Matriz de São José, no bairro de São José, executando marchas. Seus participantes,  levando nas mãos baldes, latas de tinta, escadinhas e varas com pincéis, subiam os degraus da igreja e a caiavam (pintavam), simbolicamente.
No Século XX o Recife já dispunha de diversas sociedades carnavalescas e recreativas, entre elas dois clubes (ainda hoje existentes): o Clube Internacional do Recife e o Clube Português do Recife, inicialmente denominado Tuna Portuguesa, além da Recreativa Juventude.
O carnaval de rua realizava-se nas ruas da Concórdia, Imperatriz e Nova, com desfiles de mascarados (os papangus e as máscaras de fronha).
Suas danças típicas são o frevo e o maracatu

### Corso
O advento do automóvel trouxe um desfile diferente: o corso. Inicialmente composto por carros puxados a cavalo, depois os de tração a motor, os quais saiam do principal clube da cidade na época.
Os veículos eram ornamentados e os rapazes e moças desfilavam cantando marchas da época, acompanhados de fanfarras.
Inicialmente os participantes usavam jetons e laranja de cheiro, pequenos recipientes contendo água perfumada, que era jogada nos outros participantes. Depois, foram sendo utilizados água e talco.

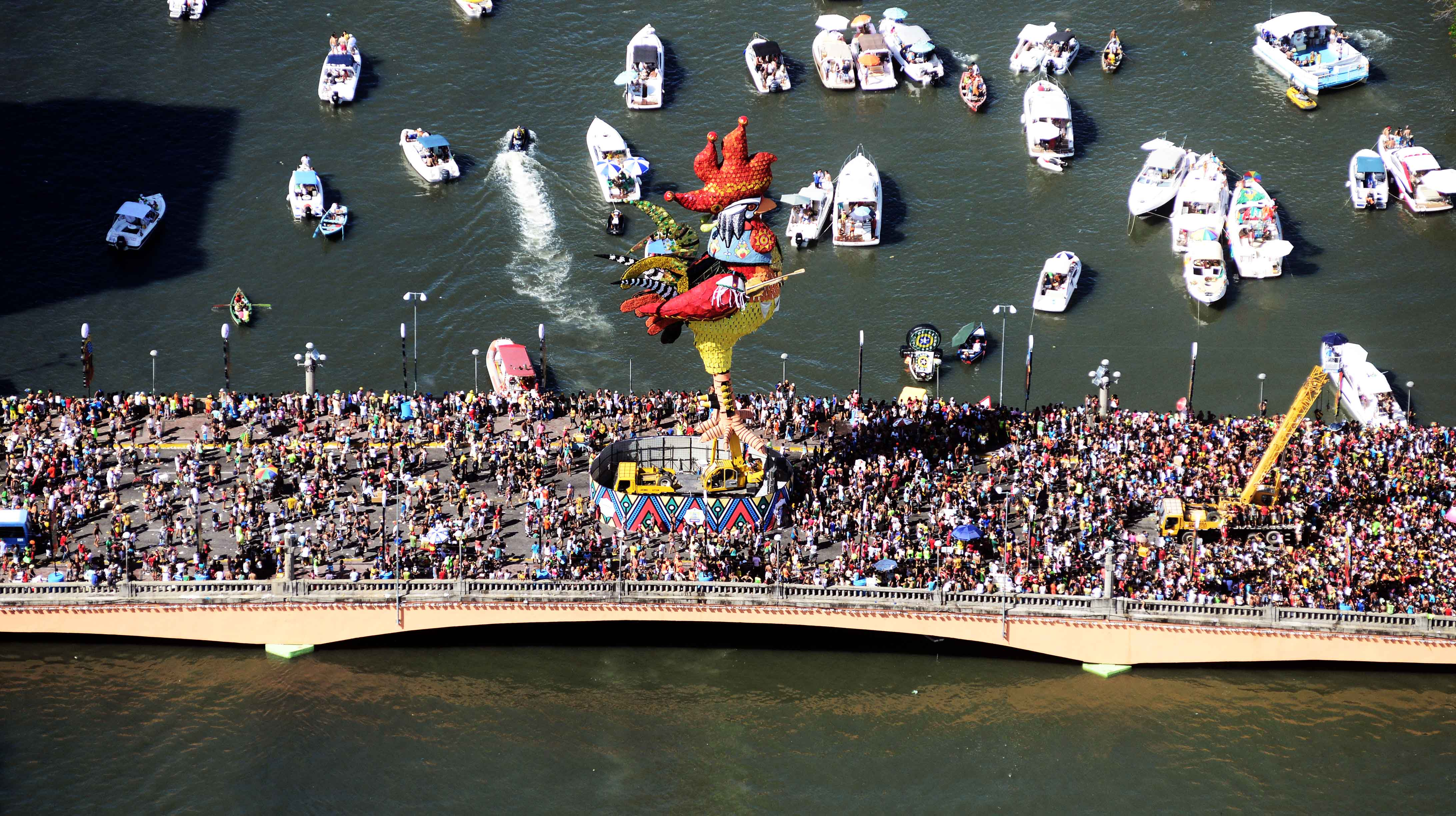
O Galo da Madrugada.

O desfile, pelas principais ruas do centro do Recife, era composto por veículos em sua maioria abertos, com predominância de caminhonetes, caminhões e Jeeps sem capota. Era realizado nas noites da semana pré-carnavalesca e nos dias de carnaval, durante o dia.

### Desfiles de clubes
Os clubes carnavalescos, as escolas de samba, os maracatus, caboclinhos e ursos desfilavam pelas ruas do Recife, e se apresentavam frente a comissões julgadoras que surgiram graças aos cidadãos da cidade. As troças tem tradição de comportar maior parte dos turistas.

### Escolas de samba
Nos anos 30, surgiam as batucadas no Recife, que seriam as antecessoras das escolas de samba pernambucanas. Depois que viram o desfile das "duvidosas", formadas por marinheiros de um navio carioca que aportou no Recife, em 1945, após a segunda guerra mundial, foi que as batucadas começaram a se organizar, sendo os primeiros concursos oficiais de escolas de samba organizados a partir dos anos 50. Inicialmente os concursos eram organizados pela Federação Carnavalesca de Pernambuco, e posteriormente pela FESAPE.
As principais escolas de samba dessa época eram Gigante do Samba, Limonil, Império do Asfalto, a Dois de Julho, a Quatro de Outubro. No início, havia apenas uma divisão do samba recifense, onde desfilavam Gigante, Estudantes de São José, Limonil, Quatro de Outubro, Dois de Julho e Labariri. Com a criação de novas escolas foi criado o Grupo 2. Não havia ascensão e rebaixamento. Com a mudança de nome da UNESPE para FESAPE, foram criadas outras divisões: Grupo 3 e Grupo Aspirante.
Até então, as escolas não se preocupavam com a questão da ascensão e rebaixamento, pois sempre uma grande ajudava uma pequena do segundo grupo. Por exemplo: Estudantes ajudava Estudantes do Pina (ambas vermelho e branco). Gigante ajudava Império do Samba. Muitos batuqueiros da Galeria do Ritmo e da Samaria saíam na Estudantes. Samarina pedia a Estudantes as fantasias de alas do ano anterior, não havendo muito rigor nos concursos. De todas as escolas que eram do segundo grupo e prosperaram foi apenas a Galeria que subiu de grupo após ser enxertada com uma grande dissidência ocorrida dentro de Gigante. Daí surgiu a grande rivalidade entre estas duas escolas. Antes era Gigante x Estudantes.
O primeiro ano que começou o rebaixamento foi em 1978. No ano anterior, 1977, não houve concurso para o 1º Grupo: por problemas entre as escolas deste (neste ano, apenas, Estudantes, Gigante e Limonil), o então o prefeito da Cidade (Dr. Antônio Farias) anulou o concurso deste grupo. Como a Escola Império do Samba (2º grupo) se apresentou muito bem, recebeu os prêmios destinados ao 1º e 2º grupos e o direito de, no ano seguinte, se apresentar como escola de primeira. No ano seguinte (1978) Estudantes e Limonil, em protesto ao gesto do prefeito, não participaram do carnaval, somente Gigante e Império do Samba participando do grupo principal, cada uma desfilando em um dia diferente, sendo as duas consideradas campeãs.
Em 1978 não houve rebaixamento; subiu a Escola de Samba Samarina, campeã do 2º Grupo. Em 1979 participaram do desfile do 1º Grupo Estudantes, Gigante, Império e Samarina. A última colocada foi Gigante. Não foi rebaixada porque as outras três fizeram um abaixo-assinado para que a mesma continuasse no primeiro grupo. O pessoal de Gigante esconde este fato. Para 1980 sobe a Galeria do Ritmo, campeã do 2º grupo em 1979. Ninguém desceu, também, com o resultado do carnaval de 1980. Campeã Estudantes, vice Galeria, 3º Samarina, 4º Gigante e 5º Limonil.
Nos anos 90 houve um racha nas escolas de samba do Recife, quando algumas das escolas mais tradicionais desfiliaram-se da FESAPE e voltaram a concorrer pela Federação Carnavalesca. Em 1999 foi criada a AESPE que fez o seu primeiro desfile em 2000. Chegaram a existir três concursos separados, o da FESAPE, o da AESPE e o da FCP.
A reconstituição histórica do carnaval antigo do Recife, empreendida atualmente por vários pesquisadores, é um ponto de difícil pesquisa, pois o material da maioria das agremiações é perdido devido a diretorias que não têm se preocupado com a conservação de sua história. Livros de atas de muitas agremiações foram perdidos diversas vezes, principalmente em ocasiões de mudanças de diretoria.

#### Participação de agremiações de Olinda
Em Olinda, cidade vizinha, não há concursos, portanto, as agremiações dessa cidade costumam se inscrever no Recife. Os clubes de frevo se apresentavam no Recife como convidadas especiais, a exemplo da Troça Pitombeira dos Quatro Cantos; do Clube Elefante de Olinda; Clube Lenhadores; Clube Vassourinhas, Clube Marim dos Caetés. Olinda é uma cidade tipicamente de agremiações carnavalescas de frevo. Pode-se citar como escolas de samba de Olinda que participaram do carnaval do Recife a Escola de Samba do Zé e Preto Velho.
A mais tradicional de todas, Marrom e Branco, não desfila mais desde 1987, sempre tendo desfilado na própria cidade.

## Carnaval atual
Desaparecido o corso, na década de 1980, e com a desativação gradual dos desfiles dos clubes em passarelas nas ruas, esse desfile foi descentralizado, sendo criados focos de animação nos bairros do Recife.
Os clubes carnavalescos foram sendo reduzidos (em número e em participação), enquanto foram aparecendo outros grupos, com novas características: o Galo da Madrugada, o Bloco da Parceria, que se apresentavam em data determinada.
A revitalização do bairro do Recife Antigo trouxe novamente o carnaval de rua participativo, acompanhado de apresentações de agremiações e de cantores.
Há atualmente o chamado Carnaval Multicultural, organizado pela prefeitura, que conta com disputas em diversas categorias de agremiações carnavalescas. Considerado como o carnaval mais democrático do mundo, onde os foliões não precisam pagar para brincar; é apenas ter vontade, alegria e muita disposição para se divertir nos dias de carnaval.
As escolas de samba desfilam no bairro São José, sendo que para o Grupo Especial 2009 estão inicialmente previstas Gigante, Galeria do Ritmo, Deixa-Falar, Imperadores do Samba e Unidos de São Carlos. A tradicional Crianças e Adolescentes virá compondo o grupo 1.